# كورينا إيفرسون
كورينا إيفرسون (بالإنجليزية: Cory Everson)‏ هي ممثلة أمريكية، ولدت في 4 يناير 1958 براسين في الولايات المتحدة.

## أعمال

### أفلام
- (1991) تأثير مزدوج

## وصلات خارجية
- كورينا إيفرسون على موقع IMDb (الإنجليزية)
- كورينا إيفرسون على موقع الموسوعة البريطانية (الإنجليزية)
- كورينا إيفرسون على موقع أول موفي (الإنجليزية)
- كورينا إيفرسون على موقع قاعدة بيانات الأفلام السويدية (السويدية)
- كورينا إيفرسون على موقع قاعدة بيانات الفيلم (الإنجليزية)